# Eknön-Slätbaken
Eknön-Slätbaken este o arie protejată (arie de protecție specială avifaunistică — SPA) din Suedia întinsă pe o suprafață de 741,1 ha, integral pe uscat.

## Localizare
Centrul sitului Eknön-Slätbaken este situat la coordonatele 58°25′19″N 16°40′14″E / 58.4219°N 16.6705°E.

## Înființare
Situl Eknön-Slätbaken a fost declarat arie de protecție specială avifaunistică în decembrie 1996 pentru a proteja 5 specii de animale.

## Biodiversitate
Situată în ecoregiunile boreală și marină baltică, aria protejată nu include niciun habitat protejat.
La baza desemnării sitului se află mai multe specii protejate de  păsări (5): erete de stuf (Circus aeruginosus), porumbel de scorbură (Columba oenas), ciocănitoare neagră (Dryocopus martius), muscar (Ficedula parva), sfrâncioc roșiatic (Lanius collurio).